# Hörde änglarna viska ditt namn
Hörde änglarna viska ditt namn är en svensk låt från 2005 skriven av Johnny Thunqvist, Fredrik Jernberg och Pontus Wennerberg. 
Låten framfördes första gången av dansbandet Date i den fjärde deltävlingen av Melodifestivalen 2005 i Växjö. Där placerade sig låten på en sjundeplats och tog sig därmed inte vidare till final.
Melodin testades på Svensktoppen den 22 maj 2005. men missade listan.

### Fotnoter
1. ↑  ”Svensktoppen”. Sveriges Radio. 22 maj 2005. http://sverigesradio.se/sida/topplista.aspx?programid=2023&date=2005-05-22. Läst 17 augusti 2012.
2. ↑  ”Svensktoppen”. Sveriges Radio. 29 maj 2005. http://sverigesradio.se/sida/topplista.aspx?programid=2023&date=2005-05-29. Läst 17 augusti 2012.